# Hokkaidokürbis

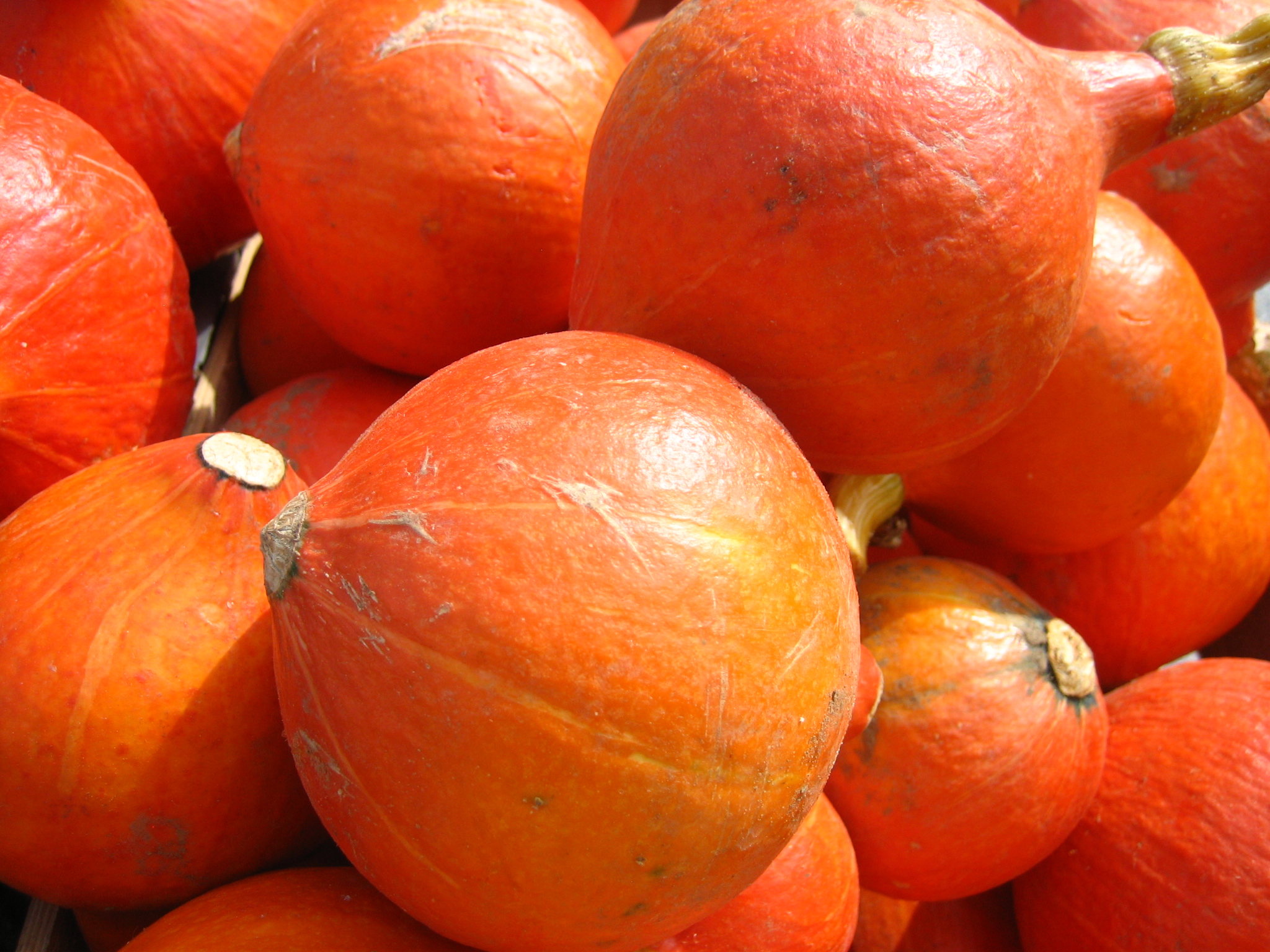
Hokkaidokürbis (Cucurbita maxima 'Red Hokkaido')

Hokkaidokürbisse sind runde, orangerote Speisekürbisse der Art Cucurbita maxima mit einem Gewicht zwischen 0,5 bis 1,5 Kilogramm, deren dünne Schale, anders als bei den meisten übrigen Kürbissorten, beim Kochen weich wird und mitverzehrt werden kann. Das Fruchtfleisch hat ein nussiges Aroma ähnlich dem von Maronen und eine stabile Konsistenz, obwohl es kaum nicht zerkochende Fasern enthält.

## Verwendung

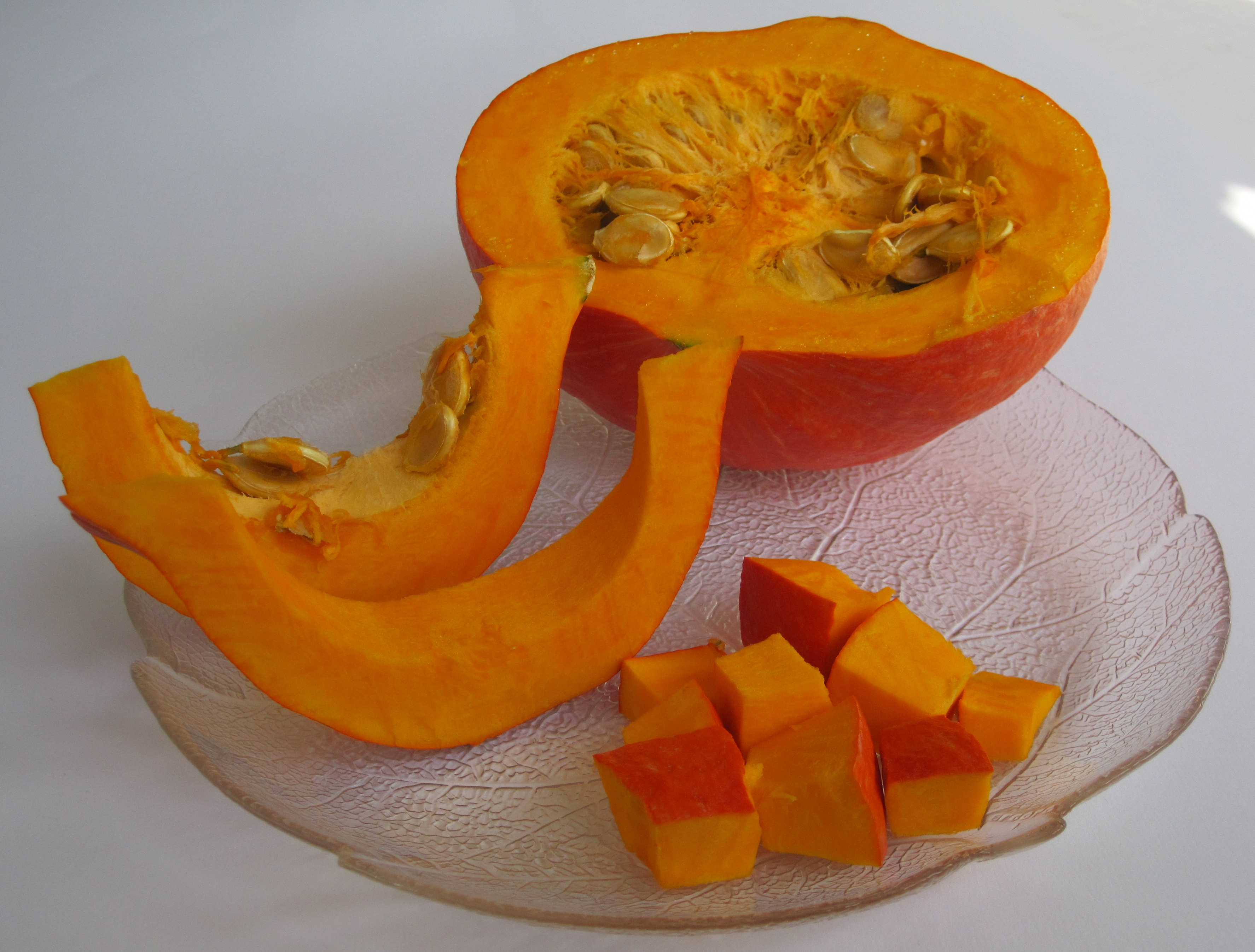
Beim Hokkaido kann die Schale mitverzehrt werden; lediglich das Mittelfasergewebe mit den Fruchtkernen wird bei der Zubereitung entfernt.

Diese Kürbissorte passt sich vielen Geschmacksrichtungen an, harmoniert aber besonders gut mit Ingwer und Chili und kann vielseitig für Suppen, Aufläufe oder als Gemüse verwendet werden. Der Hokkaidokürbis kann auch roh gegessen oder in Salaten verwendet werden.
Die Kerne des Hokkaido werden getrocknet. Danach kann man sie aussäen oder verzehren. Die Dicke der Kernschale kann variieren, wodurch die Kerne nicht immer schmackhaft sind.
| Nährwerte pro 100 g Kürbis | Nährwerte pro 100 g Kürbis | Nährwerte pro 100 g Kürbis |
| -------------------------- | -------------------------- | -------------------------- |
| Energie                    | 264 kJ (= 63 kcal)         |                            |
| Eiweiß                     | 1,7 g                      |                            |
| Fett                       | 0,6 g                      |                            |
| Kohlenhydrate              | 12,6 g                     |                            |
| Ballaststoffe              | 2,5 g                      |                            |
| Vitamin C                  | 32,1 mg                    |                            |

## Geschichte
Kürbisse wurden schon im 16. Jahrhundert von den Portugiesen nach Japan gebracht, wo sie sich von Nagasaki aus in ganz Japan verbreiteten. Im 19. Jahrhundert kamen neue Kürbissorten aus Amerika hinzu. So brachten 1878 amerikanische Agrarberater die bis dahin in Japan unbekannte, harte und geschmacksarme Kürbissorte Hubbard mit, aus der auf Hokkaidō der Riesenkürbis der Sorte Kuri aji (jap. 栗味, dt. „Kastaniengeschmack“) und aus dieser wiederum in Aizu (heute in der Präfektur Fukushima) die neue Kürbissorte Aizu-kuri-kabocha (会津赤皮甘栗かぼちゃ) gezüchtet wurde.
In Kanazawa (Präfektur Ishikawa) versuchte der Gemüsezüchter Saichirō Matsumoto (松本佐一郎) aus Utsugi-machi (打木町) anschließend jahrelang, aus dieser Sorte noch bessere Kürbisse zu züchten. Dies gelang ihm schließlich 1933 mit der Marktreife der heutigen Sorte Uchiki kuri (Hokkaidokürbis). Die Bezeichnung Uchiki stammt von dem Ortsnamen Utsugi.
Seit 1945 ist die Sorte Uchiki kuri bzw. Utsugi-akagawa-amaguri-kabocha (akagawa = rote Schale, amaguri = süße Esskastanie, kabocha = Kürbis) auch in Fachkreisen bekannt. Da der erste nach Deutschland importierte Samen von Hokkaidō stammte, verkaufte der in Stuttgart lebende japanische Lebensmittelhändler Hiroshi Kozaki (古嵜寛志) den Kürbis unter dem Namen Hokkaidokürbis.
Seit den 1990er Jahren werden Hokkaidokürbisse auch in Europa angebaut und sind regelmäßig im Handel erhältlich.
In Japan gehören Hokkaidokürbisse zum Kaga-Gemüse, traditionellen Gemüsesorten aus Kaga, dem alten Namen von Ishikawa.

## Anbau und Lagerung

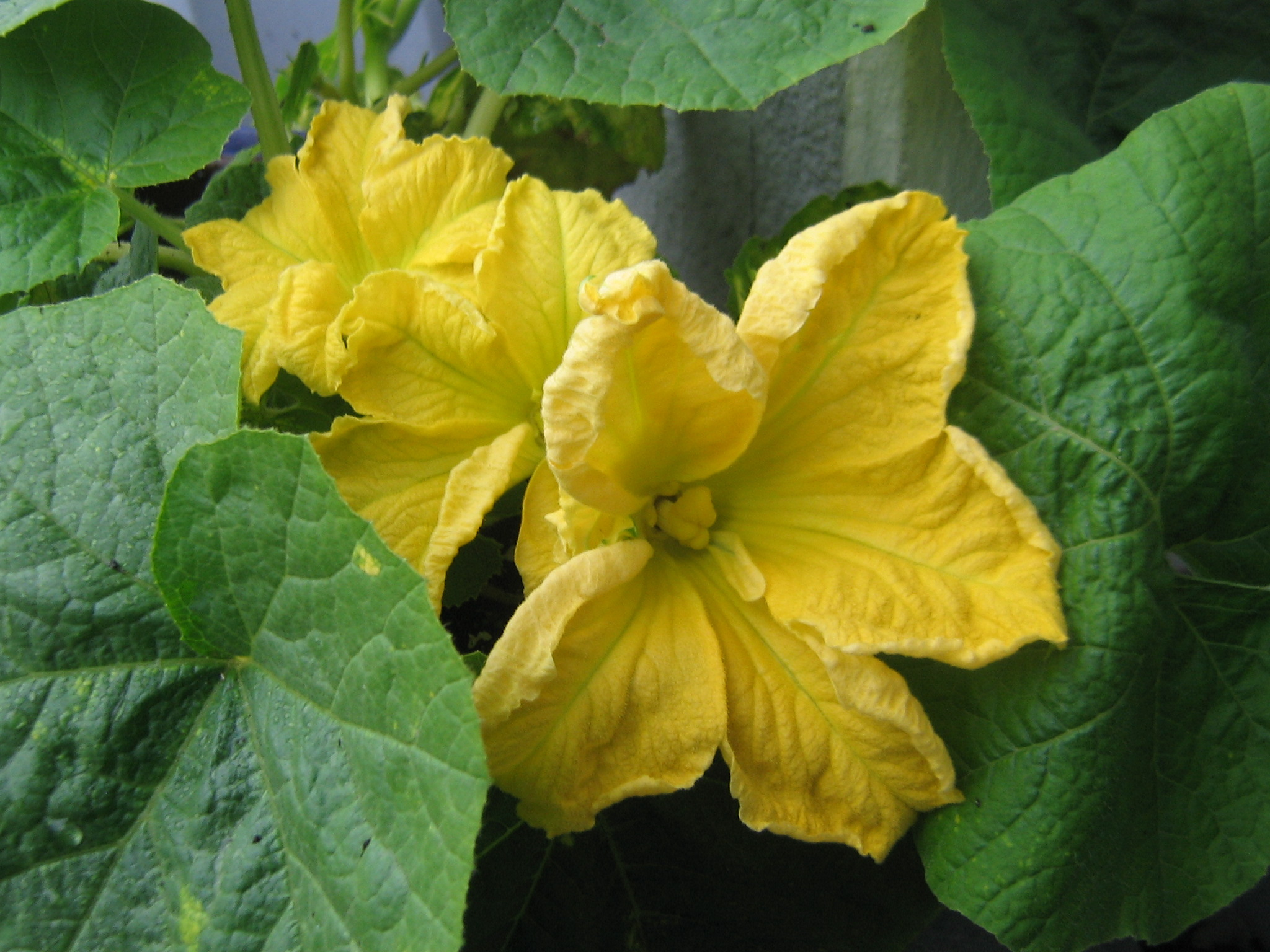
Blüte des Hokkaidokürbis

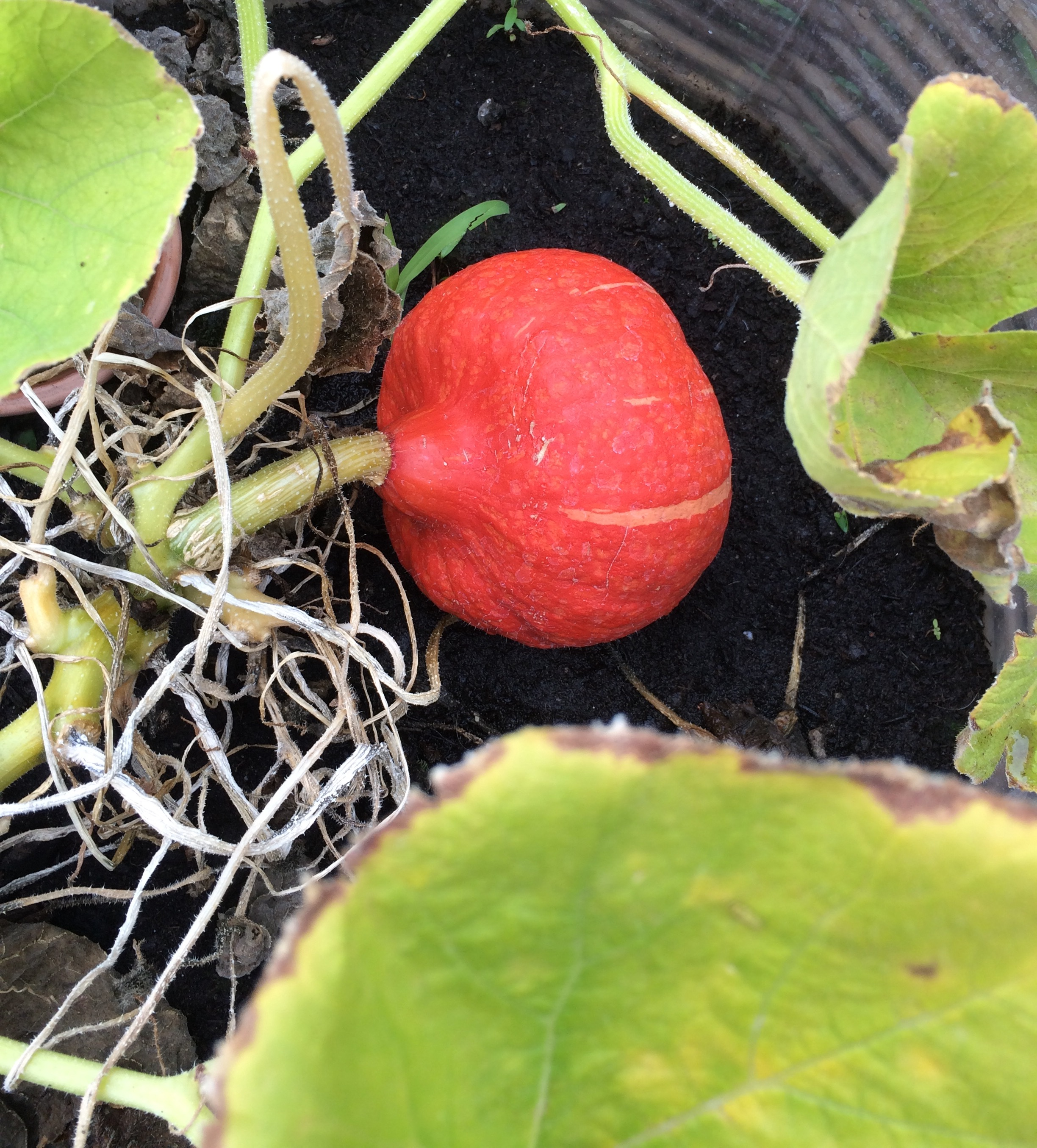
Hokkaidokürbis in der Wachstumsphase

Hokkaido wird oft im Gewächshaus oder auf einer Fensterbank vorgezogen, um die Pflanzen dann nach den letzten erwarteten Spätfrösten ins Freiland auszupflanzen. Je nach Nachfrage können sowohl größere als auch kleinere Früchte produziert werden.
Hokkaido kann von September bis Dezember geerntet werden. Anders als viele typische Lagergemüse sind Kürbisse frostempfindlich und sollten bei 10 bis 15 °C gelagert werden. Unversehrte Hokkaidokürbisse mit intaktem Stielansatz halten sich mehrere Monate bei kühlen Temperaturen. Angeschnittene Hokkaidokürbisse sind deutlich weniger haltbar und müssen zügig verbraucht werden.